# Dimorphotheca barberae
 Dimorphotheca barberae  Harv., 1862 è una specie di pianta angiosperma dicotiledone della famiglia delle Asteraceae (sottofamiglia Asteroideae).

## Distribuzione e habitat
Questa specie è un endemismo del Sudafrica.